# 朱家灣
朱家湾是中華人民共和國上海市普陀区东部的一個地名，位於中山北路北侧、光新路和真如港交会处一带。清朝中期有朱姓迁至虬江（今真如港东段）河弯北岸居住，於是當地逐漸有朱家湾這個稱呼。后來朱家灣形成朱家湾前浜、朱家湾后浜两個村落。
20世纪后，苏州河南岸的公共租界的西界扩张到小沙渡（西康路苏州河），许多工廠主在小沙渡的苏州河两岸建立工厂。许多来上海的外地人在朱家湾一带私自搭建棚户简屋，這些棚户简屋成為三湾一弄棚户区的一部分。由于朱家湾紧邻上海造币厂，有人也将其称为造币湾。
20世纪20年代后，朱家湾前浜形成朱家湾街（今光新路南段）。1927年，南京国民政府成立，同年7月1日，上海特别市建立。上海特别市隨後通过了一项改善工人住房条件的法案，1928年，上海特别市成立“筹建平民住所委员会”，由政府出资建设一批低档平民住宅，平价或低价出售或出租给平民居住，这种住宅大多数叫作“平民村”，后来部分改称为“市民新村”。在朱家湾建造的平民村被称为中山路平民村。中山路平民村规划占地面积3.5万平方米，范围相当于光新路西侧，中山北路北侧。这里原本有一条名叫“赵浦”的虬江支流，部分被填平后，作为“平民村”用地。1936年完成第一期，共建有57排，330个单元。住宅均为砖木结构。工程还没有结束時，淞沪会战爆发，日軍攻佔尚未完工的中山路平民村，當地成為日軍的兵营和马厩。1945年第二次中日戰爭結束后，上海市政府試圖收回中山路平民村，但此時中山路平民村被邻近的工人和流民们佔據。
1953年，上海市人民政府在朱家湾一带建起了工人住宅和工人新村，原来的朱家湾街被改造为城市道路，它的北端是甘泉新村，南端是光復西路，命名为光新路。
1987年，原平民村的81个单元住宅拆除后改建为马路，取名为镇平路，意思是是要消灭平民村。而根据上海路名的取名規則，普陀区的道路名称原则上要使用陕西省地名命名，於是鎮平路以镇坪县更名为镇坪路。1990年代后，沙田物业获得平民村土地的建设权，分两期並於2002年10月建成了“秋月枫舍”住宅小区。上海轨道交通3、4、7号线在鎮坪路附近设有镇坪路站。2007年，苏州河上架设起镇坪路桥。